# Gunhild Hoffmeister
Gunhild Hoffmeister (ur. 6 lipca 1944 w Forst) – wschodnioniemiecka lekkoatletka, specjalizująca się w biegach średniodystansowych, dwukrotna uczestniczka igrzysk olimpijskich w latach 1972 i 1976, trzykrotna medalistka olimpijska: dwukrotnie srebrna (Monachium 1972 i Montreal 1976 – w obu przypadkach w biegach na 1500 metrów) oraz brązowa (Monachium 1972 – w biegu na 800 metrów).

## Finały olimpijskie
- 1972 – Monachium, bieg na 800 m – brązowy medal
- 1972 – Monachium, bieg na 1500 m – srebrny medal
- 1976 – Montreal, bieg na 1500 m – srebrny medal

## Inne osiągnięcia
- mistrzyni NRD w biegu na 800 m – 1970, 1971, 1972, 1973, 1974, 1976
- mistrzyni NRD w biegu na 1500 m – 1968, 1969, 1970, 1971, 1972, 1973, 1974, 1976
- mistrzyni NRD w biegach przełajowych na krótkim dystansie – 1971[1]
- 1970 – Turyn, uniwersjada – złoty medal w biegu na 800 m
- 1971 – Helsinki, mistrzostwa Europy – srebrny medal w biegu na 1500 m
- 1972 – Grenoble, halowe mistrzostwa Europy – złoty medal w biegu na 800 m
- 1974 – Rzym, mistrzostwa Europy – dwa medale: złoty w biegu na 1500 m oraz srebrny w biegu na 800 m
- 1974 – Göteborg, halowe mistrzostwa Europy – brązowy medal w biegu na 800 m

## Rekordy życiowe
- bieg na 800 m – 1:58,61 (1976)
- bieg na 1500 m – 4:01,4 (1976)